# Данатро (Фрозиноне)
Данатро је насеље у Италији у округу Фрозиноне, региону Лацио.
Према процени из 2011. у насељу је живело 114 становника. Насеље се налази на надморској висини од 186 м.